# Мачехино
Ма́чехино (рос. Мачехино) — присілок у складі Підосиновського району Кіровської області, Росія. Входить до складу Демьяновського міського поселення.
Населення становить 2 особи (2010, 2 у 2002).
Національний склад станом на 2002 рік — росіяни 100 %.